# Omaka iz ostrig
Omáka iz ostríg je začimba. Prvotno so jo izdelovali iz v slani vodi fermentiranih ostrig, ki so jih predelali v pasto. Danes jo praviloma zgostijo s koruzno moko in obarvajo z sladkornimi barvili.
Ima okus po slanih ribah. Uporabljajo jo predvsem v kitajski kuhinji kot splošno uporabno začimbo, pogosto ji pridružijo sojino omako. Z njo začinjajo jedi med kuhanjem in jo uporabljajo za dodatno začinjanje na mizi.